# ماتیاس جک
ماتیاس جک (انگلیسی: Mathias Jack؛ زادهٔ ۱۵ فوریهٔ ۱۹۶۹) بازیکن فوتبال اهل آلمان است.
از باشگاه‌هایی که در آن بازی کرده‌است می‌توان به باشگاه فوتبال زاکسن لایپزیگ، باشگاه فوتبال بوخوم، باشگاه فوتبال فورتونا دوسلدورف، باشگاه فوتبال روت‌وایس اسن، باشگاه فوتبال هیبرنین، و باشگاه فوتبال ارتسگبیرگ آئو اشاره کرد.